# Actinodoria argentata
Actinodoria argentata là một loài ruồi trong họ Tachinidae.